# Staroje Kuprino
Staroje Kuprino (ros. Старое Куприно) – wieś (ros. деревня, trb. dieriewnia) w zachodniej Rosji, w osiedlu wiejskim Gniozdowskoje rejonu smoleńskiego w obwodzie smoleńskim.

## Geografia
Miejscowość położona jest nad jeziorem Kuprinskoje, 2 km od drogi magistralnej M1 «Białoruś», 11,5 km od centrum administracyjnego osiedla wiejskiego (Nowyje Batieki), 24,5 km na zachód od Smoleńska.

## Demografia
W 2010 r. miejscowość liczyła sobie 3 mieszkańców.